# Contratto commutativo
Il contratto commutativo è quell'atto negoziale in cui la misura delle prestazioni non dipende dal verificarsi di un evento incerto, all'opposto di quanto accade nel contratto aleatorio. Pertanto le parti conoscono subito (o comunque sono in grado di evincerla) l'entità delle loro obbligazioni, riducendo il margine di rischio (alea) insito nel contratto.
A livello classificativo, i contratti commutativi fanno parte, insieme a quelli aleatori, della categoria dei c. a prestazioni corrispettive. Tratto comune è la presenza del nesso di corrispettività. Carattere discriminante è, come già riferito, l'alea.

## Normativa
Non esistono norme che si riferiscono espressamente ai contratti commutativi. L'esistenza di questi ultimi è stata dedotta a contrario dai loro omologhi aleatori. Rimane applicabile la disciplina normativa dei contratti a prestazioni corrispettive, compresi i rimedi di cui agli artt. 1448 e 1469 c.c. (rispettivamente rescissione per lesione e alla risoluzione per eccessiva onerosità sopravvenuta).

## Prassi
La teoria fonda, senza dubbi, la distinzione tra contratti commutativi e aleatori sul rischio insito nel contratto: la prassi, di contro, pone diverse problematiche. Al di là dei casi limite, la cui collocazione sistematica è acclarata, dottrina e giurisprudenza ritengono essenziale studiare il nesso sinallagmatico tra le prestazioni dei contraenti. Solo con l'analisi delle anomalie, genetiche e sopravvenute, insite in esso si può classificare un contratto nella categoria aleatoria piuttosto che in quella commutativa.
Esempi di contratti commutativi sono: la compravendita (in generale), la locazione, la somministrazione.